# 信義礁

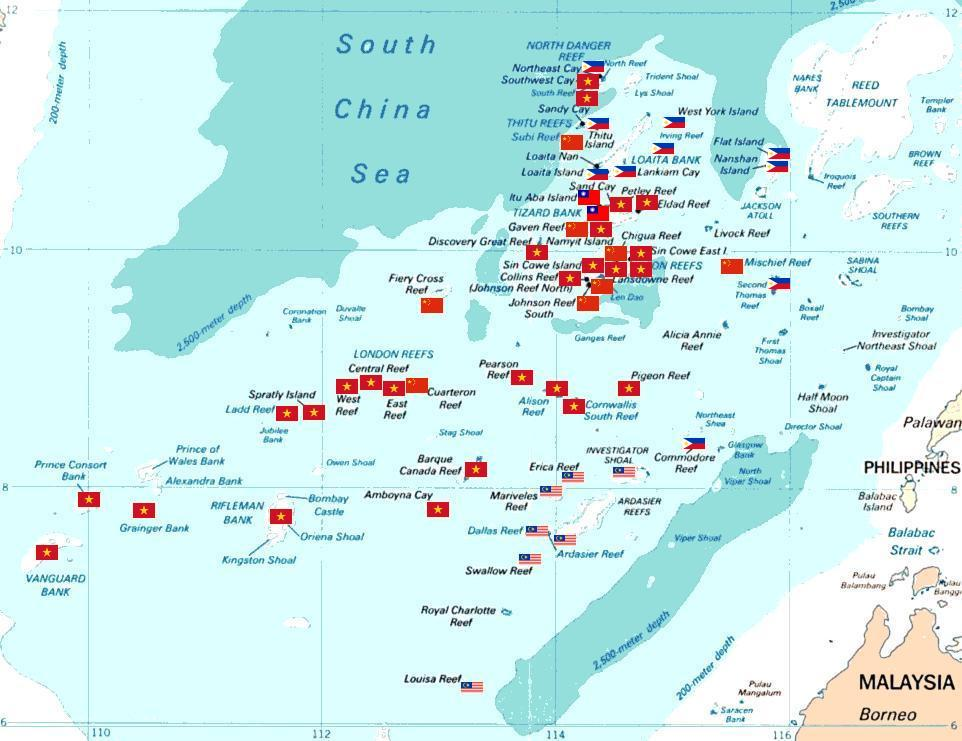
南沙諸島の実効支配状況

信義礁またはファースト・トーマス礁（英語: First Thomas Shoal、中国語: 信義礁、タガログ語: Bulig、ベトナム語：Bãi Suối Ngà / 𣺽𤂬玡）は、南沙諸島南東部の環礁である。

## 地理
環礁はほぼ長方形で、環が閉じている。セカンド・トーマス礁から南東に約19海里離れている。東西の距離は7km、南北の距離は1.4km。面積は6.8km2。

## 領有
中華人民共和国がこの礁を実効支配しているが、中華民国（台湾）、フィリピン、ベトナムも主権を主張している。